# Le Souvenir du monde
Le Souvenir du monde, sous-titré Essai sur Châteaubriand, est un essai de Michel Crépu publié le 7 septembre 2011 aux éditions Grasset et ayant reçu le Prix des Deux Magots l'année suivante.

## Historique du roman
Michel Crépu redécouvre personnellement Chateaubriand à la fin des années 1980 et tombe en arrêt sur son œuvre et sa personnalité placée au plus près de la Révolution et surtout du Premier Empire. Il décide à la fin des années 2000 d'écrire un essai sur la vie de l'écrivain romantique (mais aussi catholique) du XIXe siècle en partant de l'idée d'absence de photo de Châteaubriand.
Le Souvenir du monde reçoit le 31 janvier 2012 le prix des Deux Magots par 7 voix à 6 pour Les Autos tamponneuses de Stéphane Hoffmann.

## Éditions
- Le Souvenir du monde, éditions Grasset, 2011  (ISBN 978-2246708711).